# نبي صوفي
نبي صوفي (بالفارسية: نبی‌صوفی) هي مستوطنة تقع في قسم تشاراويماق المركزي في إيران. يقدر عدد سكانها بـ 76 نسمة .